# HIROKO (歌手)
HIROKO（ひろこ、本名：湊 広子、1970年5月25日 - ）は、日本の女性歌手・女優である。神奈川県横浜市出身。A型、1990年デビュー。父は磁力発電で知られる湊弘平。

## 略歴
1984年に日本テレビ音楽学院に入る。堀越高等学校卒業。1980年代より、本名の湊広子として子役・アイドルとしてタレント活動を行う。テレビ初レギュラーは1986年のテレビ東京の番組『ここんちプラネット』。ドラマでは同じく1986年の『パパ合格ママは失格』（日本テレビ）にも出演。映画『別れぬ理由』（1987年）に津川雅彦の娘役で出演。映画『湘南爆走族』（1987年）にも織田裕二の妹役で出演。
1988年家族で渡米し、米国デビューを目標にマネージメントや歌、ダンスのレッスンを開始。1989年11月1日、日本で「Meet Me At Midnight」（ビクター音楽産業）でCDシングル、12inchシングル（アナログ）でデビュー。
1990年代初頭に、父のマネジメントの下、アメリカデビュー。その後アメリカ・イギリスなどのダンスチャートで、ハウスミュージックを主体としたシングル「My Love's Waiting」がランクインし、日本に逆輸入という形を取ったポップス・シンガー。
『dance dance dance』のジャケットには「HIROKO THE QUEEN OF HOUSE MUSIC」ともあることで分かるように、当時アメリカで流行していたハウスミュージックをバックに激しいダンスを交えるステージであった。
米ソ「ソングライターズ・サミット」にシンディ・ローパーらとアメリカ代表として参加。モスクワなどの音楽祭などにも多数出演し、松田聖子の海外進出にも影響を与えた。
日本への逆輸入後は、CASIOのワープロのCM・花王のCMや、講談社文庫のブックカバー（モスクワでサインを求められた時、けっこう感動しちゃいました。）など各種媒体に出演。テレビで特別番組も組まれた。
米映画ミラクルビーチ（パット・モリタ主演、1992年）にもミス日本役で出演し劇中自身の曲「24 7 365」をパフォーマンスするシーンもある。

## ディスコグラフィ
（この節の出典：）

### アルバム
| 年   | タイトル | 最高位 (オリコン) | 枚数  |
| ---- | --- | ----------------- | ----- |
| 1988 | ONE IN A MILLION - 発売日：1988年11月21日 - レーベル：Victor(国内盤) / Enigma(アメリカ盤) - 規格：CD・LP・カセットテープ  | -                 | -     |
| 1990 | 24 7 365 - 発売日：1990年5月21日 - レーベル：Emotion(国内盤) / Sintez・RiTonis(旧ソ連盤) - 規格：CD(国内盤)・LP(旧ソ連盤) | 91                | 1,510 |
| 1991 | TAKE ME TONIGHT - 発売日：1991年4月21日 - レーベル：バンダイミュージック - 規格：CD                                       | 93                | 6,780 |
| 1991 | DANCE DANCE DANCE - 発売日：1991年10月21日 - レーベル：バンダイミュージック - 規格：CD・LP(プロモ盤のみ)                  | 94                | 3,690 |
| 1993 | HIROKO - 発売日：1993年9月21日 - レーベル：アポロン音楽工業 - 規格：CD                                                    | -                 | -     |

### リミックス・企画盤
| 年   | タイトル                                                                             | 最高位 (オリコン) | 枚数 | 備考                                          |
| ---- | ------------------------------------------------------------------------------------ | ----------------- | ---- | --------------------------------------------- |
| 1990 | Boy I'll House Ya - 発売日：1990年9月5日 - レーベル：バンダイミュージック - 規格：CD | -                 | -    | 既発曲2曲のバージョン違いを収めたリミックス盤 |

### シングル
| 年   | タイトル | 最高位 (オリコン) | 枚数 | タイアップ                                  |
| ---- | --- | ----------------- | ---- | ------------------------------------------- |
| 1988 | Meet Me At Midnight - 発売日：1988年11月1日 - レーベル：Victor - 規格：8cmCD・12"・7"(プロモ盤のみ)           | -                 | -    | -                                           |
| 1990 | My Love's Waiting - 発売日：1990年5月21日 - レーベル：Emotion(国内盤) / Enigma(アメリカ盤) - 規格：8cmCD・12" | -                 | -    | -                                           |
| 1991 | And Yet - 発売日：1991年4月21日 - レーベル：バンダイミュージック - 規格：8cmCD                                | -                 | -    | -                                           |
| 1991 | I Fell Down - 発売日：1991年12月5日 - レーベル：バンダイミュージック - 規格：8cmCD                            | -                 | -    | カシオ ワープロ CMソング                    |
| 1993 | We Can Fight - 発売日：1993年8月21日 - レーベル：アポロン音楽工業 - 規格：8cmCD                               | -                 | -    | ニチレイレディーステニス '93 イメージソング |

### ビデオ・ LD
- 「THE QUEEN OF DANCE - LIVE IN L.A.」